# Bisdom Dapaong

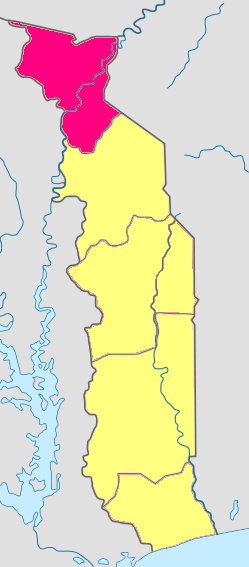
Het bisdom binnen Togo

Het bisdom Dapaong (Latijn: Dioecesis Dapaongana) is een rooms-katholiek bisdom met als zetel Dapaong in Togo. Het is een suffragaan bisdom van het aartsbisdom Lomé. Het bisdom werd opgericht in 1965. De hoofdkerk is de kathedraal Saint-Charles Lwanga en de patroonheilige van het bisdom is de heilige Maria Goretti.
In 2021 telde het bisdom 20 parochies. Het bisdom heeft een oppervlakte van 8.534 km² en komt overeen met de regio Savanes. Het bisdom telde in 2021 929.000 inwoners waarvan 12,6% rooms-katholiek was.

## Geschiedenis
In 1960 werd de apostolische prefectuur Dapango opgericht. De eerste bisschop was de Franse franciscaan Barthélemy-Pierre-Joseph Hanrion. Vijf jaar later werd Dapango een bisdom. In 1990 kreeg het bisdom zijn huidige naam. Bij die gelegenheid kreeg Dapaong ook zijn eerste inlandse bisschop: Jacques Anyilunda.

## Bisschoppen
- Barthélemy-Pierre-Joseph Hanrion, O.F.M. (1965-1984)
- Jacques Anyilunda (1990-2016)
- Dominique Banlène Guigbile (2016-)